# Ectropothecium triviale
Ectropothecium triviale är en bladmossart som beskrevs av Kindberg 1888. Ectropothecium triviale ingår i släktet Ectropothecium och familjen Hypnaceae. Inga underarter finns listade i Catalogue of Life.